# 王叡 (東漢)
王叡（2世紀？—189年），字通耀，一作王敏（避曹叡讳），琅邪郡临沂县（今山东省临沂市）人，东汉官员。

## 事蹟
中平末年，王叡任荆州刺史时，定江陵為州城。
中平三年（186年），二月，江夏兵赵慈反，杀南阳太守秦颉。六月，王叡与羊续讨赵慈，斩之，以功封安次侯。
中平四年（187年），和长沙太守孙坚讨伐零陵郡和桂阳郡出现的叛乱，因为孙坚是凭借之前武力镇压叛乱升迁为长沙太守，王叡瞧不起他。
初平元年（189年）春正月，討董聯盟以董卓亂政為由號召各州郡響應會師聚盟，長沙太守孫堅響應出兵討伐董卓，途經襄陽（王叡的大本營），要求王叡一同出兵。王叡本欲參與討董會盟，由於王叡與武陵太守曹寅不和，便宣言要孫堅殺死曹寅才會出兵。曹寅怕孫堅真的會殺他，於是偽造「案行使者、光禄大夫温毅」的檄文，列舉王叡的罪狀，叫孫堅逮捕王叡，來個先斬後奏。孫堅誤信為真（一說因王叡曾輕視孫堅，故意順勢為之），便返回襄陽，打算擒拿王叡。
孫堅派遣手下士卒來到王叡所在城池假稱向其借調軍資，孫堅則隱身於士卒中欲潛入城中，王叡不察讓士卒進城，孫堅入城後帶領左右士卒追捕王叡，王叡被逮時問孫堅為何捉拿他，孫堅回答：「坐無所知」，王叡見走投無路，被迫吞金自殺。
王叡死後，由董卓控制的汉庭派劉表繼任荊州刺史。